# Опера Српског народног позоришта
Од свог оснивања 1861, Српско народно позориште је на свом репертоару имало комаде са певањем и музиком. Развијајући се преко сложенијих облика — оперете, крајем 19. века представило је и најкомплекснију музичку форму — оперу.
Чак и за време прве, пионирске декаде, музика је била важна компонента представа. Позориште је увек имало свог капелника (диригента), хор којега су чинили углавном глумци и мали позоришни оркестар. Први Капелник био је Адолф Лифка. За први оригинални допринос новосадској музичкој сцени заслужан је млади, талентовани Аксентије Максимовић, који је компоновао музику за седамнаест представа.
Прва оперета — Врачара, чији је аутор био глумац и редитељ Веља Миљковић, а композитор Емануел Пихерт, изведена је 1891. (на гостовању у Белој Цркви).
Прве оперске представе у Новом Саду одигране су 1897.: Лепа Галатеа Франца Супеа и Јовичини сватови Виктора Масеа, обе у режији Пере Добриновића и диригентским вођством Емануела Пихерта.
Најистакнутији солисти тог времена били су: Султана Цијукова-Савић, Драга Спасић и Жарко Савић — наш први певач интернационалне репутације.
После Првог светског рата, Српско народно позориште наставља са извођењем оперета и опера. Заслужни појединци тог времена били су: Коста Луковић, Хинко Маржинец и Петар Коњовић.
Због недовољне финансијске помоћи и прихода, Опера је укинута 1924, а ускоро, 1926. и Оперета.

### Обнова Опере
Стална Опера је основана 1947. Први диригент и директор био је Војислав Илић. Почетак рада Опере као институције везује се уз премијеру Вердијеве Травијате, 16. новембра 1947. Травијата је остала најизвођенији оперски наслов. Пошто су се тада Хор и Оркестар први пут појавили у пуном оперском саставу, тај датум је усвојен за датум њиховог оснивања. 
Истакнути солисти тог времена били су: Зденка Николић, Мирјана Врчевић Бута, Матија Скендеровић, Олга Бручи, Рудолф Немет, Аница Чепе, а касније и: Франц Пухар, Димитри Мариновски, Шиме Мардешић, Аранка Херћан Бодрич, Адела Марушевић, Фрања Кнебл, Душан Балтић, Владан Цвејић, Ирена Давосир Матановић, Светозар Дракулић, Војислав Куцуловић, Јелена Јечменица, Вера Бердовић, Вера Ковач Виткаи...
Многи истакнути диригенти радили су у Опери Српског народног позоришта: Војислав Илић, Лазар Бута, Предраг Милошевић, Милан Асић, Душан Бабић, Душан Миладиновић, Даворин Жупанић, Гаетано Чила [Gaetano Cilla] (Италија), Маријан Фајдига, Имре Топлак, Владимир Тополковић, Младен Јагушт, Еуген Гвоздановић, др Виктор Шафранек, Миодраг Јаноски, Ангел Шурев, Јон Јанку (Ion Iancu) (Румунија), Јурај Ферик, Љубиша Лазаревић, Бојан Суђић, Душан Михајловић, Весна Шоуц Пантелић, Весна Кесић Крсмановић, Ренато Палумбо (Renato Palumbo) (Италија), Манлио Бенци [Manlio Benzi] (Италија), Јанез Говедник, Марко Паче (Marco Pace) (Италија),Ђанлука Марчано (Gianluca Marcianò) (Италија), Андреа Солинас ( Andrea Solinas) (Италија), Дејан Савић, Жељка Милановић, Микица Јевтић, Александар Којић.
Ансамбл Опере Српског народног позоришта и данас има изванредне солисте, певаче и музичаре који изводе дела интернационалног и националног оперског наслеђа, оперете, мјузикле, концертна вокално-инструментална дела и хорску музику, а одржава и богату оркестарску продукцију. Оркестар Опере учествује и у представама Балета Српског народног позоришта у Новом Саду.
Од сезоне 2005/2006. све оперске представе које се изводе на страним језицима имају и превод на српски језик, који се пројектује на дисплеју изнад сцене.
Ансамбл Опере Српског народног позоришта данас чине три диригента и двадесет и двоје солиста:
Александар Којић, диригент, Микица Јевтић, диригент, Весна Кесић Крсмановић, диригент Хора, сопрани Свитлана Декар, првакиња Опере, Данијела Јовановић, првакиња Опере, Валентина Миленковић, првакиња Опере, Дарија Олајош Чизмић, првакиња Опере, Лаура Павловић, Наташа Тасић Кнежевић, Верица Пејић, Марија Цвијић, мецосопрани Марина Павловић Бараћ, првакиња Опере, Виолета Срећковић, првакиња Опере , Јелена Кончар, првакиња Опере, Вишња Радосав, тенори Александар Саша Петровић, првак Опере, Саша Штулић, првак Опере, Бранислав Цвијић, Игор Ксионжик, Стеван Каранац, баритони Васа Стајкић, првак Опере, Жељко Р. Андрић, првак Опере, Небојша Бабић, првак Опере, Бранислав Станков и бас Горан Крнета.

### Награде
Поред бројних домаћих награда и признања посебно се издвајају три изузетно престижне међународне награде Оркестру Српског народног позоришта:
- Награда Савезне Владе Републике Аустрије за извођење Моцартове опере Фигарова женидба и Моцартовог Реквијема из 1956. године поводом двестоте годишњице од рођења В. А. Моцарта;
- Награда Министарства културе Ирака за извођење опере Рудолфа Бручија Гилгамеш из 1987. године на I међународном фестивалу у Вавилону;
- Награду Министарства културе Руске Федерације — сребрна медаља „Пушкин” за успешно обележавање песникове годишњице, у којој је било прво драмско извођење Евгенија Оњегина и прво извођење опере Сергеја Рахмањинова Алеко у Југославији из 1999.

Од стране оперских и музичких критичара Југославије 2001, Вердијевој години — Опера Српског народног позоришта добила је за изванредну интерпретацију Вердијевог Магбета (диригент Младен Јагушт, редитељ Даријан Михајловић). Представа је проглашена за најбољи оперски догађај протекле деценије.

## Оркестар
Септембра 1945, Српско народно позориште (тада Војвођанско народно позориште) ангажовало је виолинисткињу Зору Душановић и обоисту Лајоша Кесегија и тако поставило камен темељац Оркестра. Са новим члановима, примљеним током неколико наредних година, први прави Оркестар основан је заједно са формирањем Опере, 1947, а прва премијера била је Вердијева Травијата, 16. новембра 1947. Њихов рад је, нарочито током прве декаде постојања, а због недовољног броја добрих музичара, био тесно повезан са осталим професионалним ансамблима и институцијама у граду: Новосадском филхармонијом, различитим оркестрима Радио Новог Сада, Новосадским камерним оркестром, Музичком школом „Исидор Бајић”, а касније и Музичком академијом.
Оркестар Српског народног позоришта самостално је наступао приликом турнеја Опере у Мађарској, Румунији, Бугарској, Грчкој, Хрватској, Италији, Словенији, Аустрији, Белгији, Холандији, Луксембургу, Немачкој, Русији, Египту, Ираку, Либану и Кини.

Од свог оснивања Оркестар је извео око 210 опера и 120 балетских премијера, 60 оперета и мјузикала и више од 110 концерата.

## Хор
Хор Опере Српског народног позоришта је познат по својим високим уметничким квалитетима и одувек је оцењиван као један од најбољих оперских хорова у земљи.
Захваљујући богатој традицији неговања хорске музике у Новом Саду, Војвођанском позоришту (данас Српском народном позоришту) било је лако да, приликом свога обнављања после Другог светског рата, ангажује најталентованије певаче. Пошто је Хор при пут наступио у пуном оперском саставу на премијери Вердијеве Травијате 16. новембра 1947, тај дан је прихваћен за датум његовог оснивања.
Његову физиономију изградио је први диригент Опере, професор Војислав Илић (диргент), компетентни познавалац хорског певања. И каснији диригенти и корепетитори дали су допринос одржавању и унапређивању његовог уметничког нивоа: Милутин Ружић, Ладислав Перлдик, Владимир Тополковић, Мира Глигић, Љиљана Крџалић, Ангелина Стефановић, др Виктор Шафранек, Берислав Скендеровић, Борис Черногубов, Еуген Гвоздановић, Јурај Ферик, Весна Кесић-Крсмановић и Наталија Михајловна Арефјева.
Наступајући као солисти у многим музичким жанровима, ТВ и радио програмима и на различитим језицима, чланови Хора стекли су вредна нова искуства и тиме допринели квалитету извођења.
Потреба да се прикажу вокално инструментална дела свих епоха, од полифоније шеснаестог века, преко барока до модерног доба, испуњена је 1980. године, оснивањем Хора Музичког центра Војводине. Његов оснивач и диригент био је Јурај Ферик. Хор је радио до 1989.
Мушки камерни хор почео је да делује у оквиру Музичког центра Војводине 1980. Наставио је активност 1996. Његови чланови су професионални певачи Хора Опере Српског народног позоришта. Сви су се они претходно огледали на пољу духовне музике што их је и окупило у овај ансамбл.
За кратко време Хор је освојио публику својом богатом концертном активношћу. На репертоару су им литургије, нарочито домаћих аутора, које до сада нису извођене. Посебно је значајно прво извођење Литругије Јосифа Маринковића.
Оснивач Мушког камерног хора је Јурај Ферик, диригент.
Ансамбл је наступао широм земље, као и у иностранству (Италија, Грчка). О томе говоре и награде за висок уметнички ниво, добијене на фестивалима као што је:
- златна медаља на 35. фестивалу Мокрањчеви дани,
- плакета на фестивалу Путевима православља у Новом Саду,
- специјална награда за премијерна извођења компонованих литургија на фестивалу Хорови међу фрескама у Београду.

На репертоару Мушког камерног хора су: „Божанствена литургија” Франческа Синика (1840), „Литургија” Роберта Толингера (1885), „Литургија” Владимира Бобериђа (1908)...
У сарадњи са Новосадском филхармонијом Хор је реализовао неколико веома важних уметничких пројеката: „Реквијем” (Моцарт), „Реквијем” (Верди), „Кармина Бурана” [Carmina Burana] (Орф), "Четири годишња доба (Хајдн), „Везиља слободе” (Вукдраговиц), „Јама” (Херцигоња), „Војводина” (Бручи — Антић).
Женски камерни хор почео је да делује у оквиру Музичког центра Војводине 1980. Наставио је активност 2002. Делује под руководством искусног диригента Весне Кесић Крсмановић, која у Српском народном позоришту ради од 1987. Захваљујући њеном вођству, стручна критика истиче уметничке квалитете новосадског хорског ансамбла.

На репертоару су дела светских и домаћих аутора хорске музике: Ласо, Палестрина, Албинони, Кодаљ, Моцарт, Перголези... Њихово највеће достигнуће је извођење „Божанствене литургије Св. Јована Златоустог” (Мокрањац, Аркадиј Дубенски, Марко Тајчевић), 2003. године.